# Mike Perez
Ismaikel "Mike" Perez (født 20. oktober 1985 i Ciego de Avila, Cuba) er en cubansk professionel bokser, der konkurrerer som i cruiservægt-klassen. Han er mest kendt for at have deltaget i World Boxing Super Series, hvor han den 30. september, 2017 i Riga tabte en enstemmig pointafgørelse mod lettiske WBC-verdensmester Mairis Briedis.

## Baggrund
Perez var en succesfuld amatørboxer i Cuba. I 2005, mens han konkurrerede med det cubanske hold i en turnering i Liverpool, fik han øjnene op for den irske boksepromotor Gary Hyde. Hyde udtrykte senere sit ønske om at gøre Perez professionel, og for at gøre det måtte han forlade Cuba. I december 2007 svømmede Perez fra Cubas kyst til en båd bemandet af et mexicansk kartel. Efter overførselen gennem to andre både, vedvarende storme og begrænset mad og vandforsyninger, nåede Perez til sidst Mexicansk jord ni dage senere. Kartellet holdt ham derhen, indtil de sikrede endelig betaling fra arrangør Gary Hyde. Efter at have modtaget beløbet, blev Perez løsladt, så han kunne gå om bord på et fly til sit nye hjem. Den 10. januar 2008 ankom Perez til Irland, hvor han bosatte sig i Cork sammen med andre kubanere Alexei Acosta og Luis Garcia. I dag kæmper han under kaldenavnet Mike "The Rebel" Perez, med henvisning til Cork, der er kendt som "Rebel County".

## Professionel karriere

### Tidlig karriere
I 2008 blev Perez professionel under den cubanske træner Nicholas Cruz Hernández, der også flyttede til Irland i 1988.
Den 7. maj 2011 vandt Perez den internationale prizefighter turnering, der blev afholdt i London i England. Perez slog Kertson Manswell og Gregory Tony, før han besejrede amerikanske kæmper Tye Fields i finalen hvor han vandt £32.000-prisen. Efter kampen hævdede Perez, at sejren ville give ham muligheden for at bokse om verdensmesterskabt-titlen i nærmeste fremtid.
Efter en pause i 2012 vendte Perez tilbage til ringen i maj 2013. På underkortet til Wladimir Klitschko vs Francesco Pianeta mødte han den amerikansk kæmpe Travis Walker. Efter 10 omgnage tog han sejren via en enstemmig afgørelse.

### Perez vs Abdusalomov og efterfølgende
Den 2. november 2013 fik han sin HBO debut mod Magomed Abdusalomov i Madison Square Garden. Perez vandt med enstemmig afgørelse efter 10 brutale omgange. Kampen medførte at Abdusalamov blev permanent og alvorligt skadet, da han led et slagtilfælde og måtte gå ind i et medicinsk induceret koma før en operation.Abdusalamovs familie sagsøgte senere New York State Athletic Commission på grund af uagtsomhed. Retssagen endte med en $22 millioner dollars afvikling.Perezs form dyppet efter denne kamp, da han trak og mistede mange af hans næste kampe. Han afslørede senere, at han kæmpede med alkoholisme i løbet af denne tid, til det punkt at han nogle gange ville møde fuld op i ringen.
Perez vendte tilbage den 18. januar 2014 i en kamp mod Carlos Takam i Bell Center i Montreal. Takam og Perez kæmpede fik en uafgjort. Kampen blev vist på HBO på Jean Pascal vs Lucian Butes undercard.
Perez tabte derefter en tæt split decision til Bryant Jennings i juli 2014 på scorekortene 114-113 og 115-112 ftil Jennings og 113-114 for Perez. Dommer Harvey Dock fratræk kontroversielt et point fra Perez i sidste omgang.
Den 22. maj 2015 blev Perez brutalt slået ud af Alexander Povetkin 91 sekunder i 1. omgang i en WBC-sværvægts-titel eliminator. Efter tabet til Povetkin tilbragte Perez over to år væk fra ringen, før han vendte tilbage i 2017 i cruiservægt.

## Amatørkarriere
Perez havde over 400 amatørkampe.

## Personligt liv
Perez er bosat i Cork, Irland. Han har 2 børn med sin tidligere kone.